# Liste der Gedenktafeln in Berlin-Gatow
Die Liste der Gedenktafeln in Berlin-Gatow enthält die Namen, Standorte und, soweit bekannt, das Datum der Enthüllung von Gedenktafeln.
Die Liste ist nicht vollständig.

## Gatow
| Bild | Name                             | Standort                  | Datum der Enthüllung |
| ---- | -------------------------------- | ------------------------- | -------------------- |
|      | Bockwindmühle                    | An den Berggärten         |                      |
|      | Dorfkirche Gatow                 | Alt-Gatow 32              |                      |
|      | Jaczoturm                        | Gatower Straße 227        |                      |
|      | Kriegsopfer                      | Alt-Gatow 32              |                      |
|      | Wolfgang Peuker                  | Maximilian-Kolbe-Straße 6 |                      |
|      | Georg Jurytko und Rudolf Schwarz | Alt-Gatow 44–46           |                      |
|      | St. Raphaels-Kirche              | Alt-Gatow 44–46           |                      |